# Mistrz Ołtarza z Trzeboni

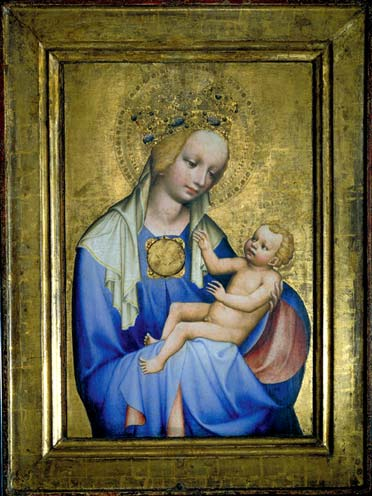
Madonna Roudnicka (między 1385 a 1390, Praga, Galeria Narodowa)

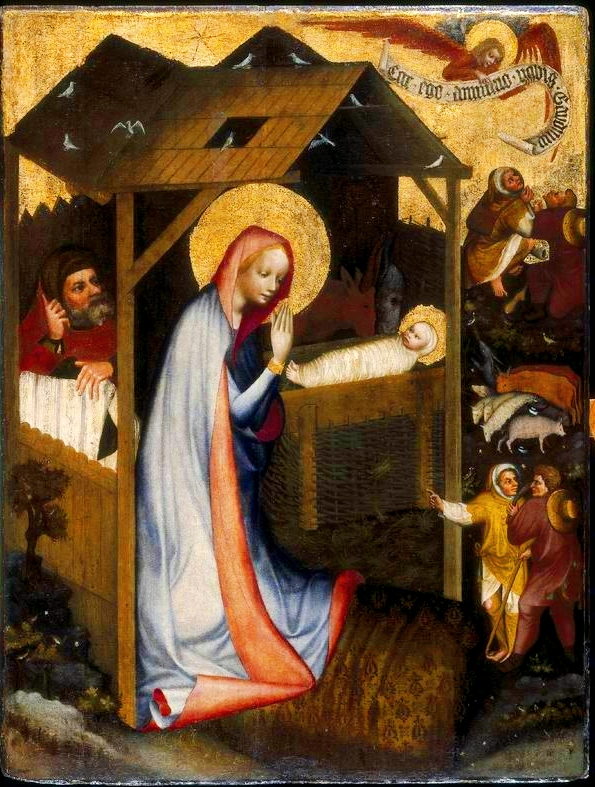
Adoracja Dzieciątka Jezus (przed 1380, Hluboka, Alšova jihočeska galerie)

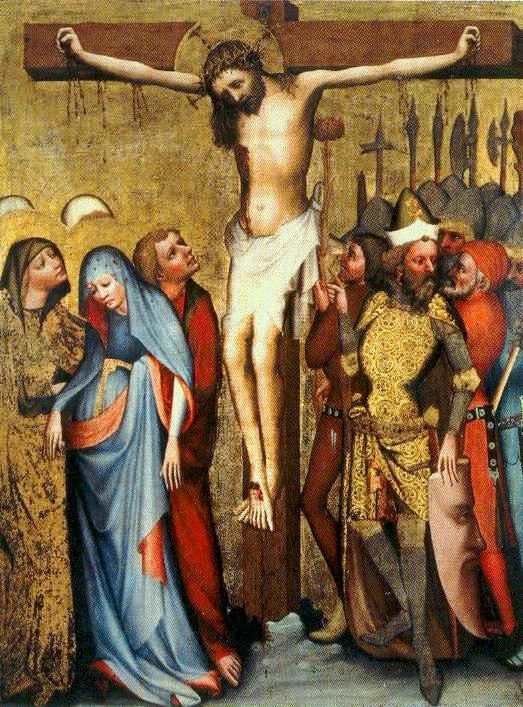
Ukrzyżowanie z kościoła Św. Barbary w Děbolínie (między 1375 a 1380, Praga Galeria Narodowa)

Mistrz Ołtarza z Trzeboni (cz. Mistr třeboňského oltáře), znany w literaturze jako Mistrz z Trzebonia (niem. Wittingauer Meister), anonimowy malarz czeski doby gotyku, reprezentujący styl piękny, panujący w rzeźbie i malarstwie gotyckim na przełomie XIV i XV stuleci.
Ten anonimowy artysta o nieznanym pochodzeniu otrzymał "imię" Mistrz z Trzeboni, ponieważ większość przypisywanych mu dzieł, stanowiących dziś część zbiorów sztuki średniowiecznej Galerii Narodowej w Pradze, zachowała się na południowym obszarze Czech. Tam właśnie ród Rožemberków posiadał liczne posiadłości ziemskie, przede wszystkim w Třeboni (Trzeboni), gdzie znajduje się klasztor oo Augustianów z kościołem Św. Idziego, dla którego artysta namalował jedno z najważniejszych w jego oeuvre dzieł: cykl obrazów retabulum głównego ołtarza. Genezy jego stylu dopatruje się w tradycji gotyckiego malarstwa czeskiego, które reprezentował m.in. Mistrz Teodoryk. W swoim stylu połączył daleko idący gotycki idealizm treści i formy malarskie z tendencjami realistycznymi. Za pomocą miękkiego modelunku światłocieniowego ukształtował przestrzeń i formę swoich malarskich kompozycji. W przedstawieniach Marii, Jezusa czy świętych, miękko wyłaniające się z przestrzeni postacie malowane są po gotycku, sylwetki są uwysmuklone. Ich twarze o delikatnie, subtelnie zróżnicowanym wyrazie uduchowienia oraz gestykulacja charakteryzują styl piękny. Z drugiej strony w typach twarzy (np. strażnicy ze sceny Zmartwychwstania z Ołtarza Trzebońskiego) i ich indywidualizacji artysta osiągnął pewne cechy naturalizmu.

## Dzieła
- Ołtarz z Trzeboni (ok. 1380, Praga, Galeria Narodowa) – do dziś zachowały się trzy dwustronnie malowane kwatery, z przedstawieniami Modlitwy w Ogrójcu, Złożenia do Grobu oraz Zmartwychwstania. Na rewersach każdej kwatery po trzy postaci świętych. Obraz cechuje typowy dla stylu pięknego miękki modelunek, wyszukana kolorystyka i zróżnicowanie twarzy. Ponadto artysta studyjnie opracowuje m.in. ptaki czy rycerskie uzbrojenie.
- Adoracja Dzieciątka Jezus (przed 1380, Hluboká nad Vltavou, Galeria Południowoczeska im. Mikoláša Aleša) z przedstawieniem Matki Bożej o jasnych błękitno-czerwonych szatach, modlącej się do Jezusa ukazanego w żłobie. Scenerię buduje podniszczona drewniana szopa, na dachu siedzą liczne gołębie. Świadkami sceny są pasterze ułożeni w dwóch rzędach po prawej stronie kompozycji.
- Madonna Roudnicka (między 1385 a 1390, Praga, Galeria Narodowa) – z wizerunkiem Madonny z Dzieciątkiem. Dobranie treści i forma wskazują, iż obraz służył do dewocji. Dzieło to ma związek z praskim arcybiskupem Janem z Jenštejna i następnie z klasztorem Augustianów w Roudnicy nad Labem – stąd nazwa dzieła.
- Ukrzyżowanie (między 1375 a 1380, Praga Galeria Narodowa) – pierwotnie stanowił ołtarz w kościele Św. Barbary w Děbolínie (okolice Jindřichowego Hradca) przedstawiający Chrystusa na krzyżu otoczonego przez dwie grupy: świętych po prawicy (m.in. Maria i Jan Ewangelista) i żołnierzy po lewicy.
- Święty Krzysztof (ok. 1390, Praga, Galeria Narodowa) – fragment ołtarza z kościoła Św. Krzysztofa i Matki Bożej w Církvicy.

## Literatura
- Jiří Fajt, Čechy a Střední Evropa 1200-1550, Praha 2006.
- Antonín Matějček, Jaroslav Pešina, Czech Gothic painting, Praha 1950.
- Mojmír Hamsík, Věra Frömlová, Mistr třeboňského oltáře, "Umění" 16, 1965.
- Pešina Jaroslav, Některé ztracené obrazy Mistra třeboňského oltáře, "Umění" 26, 1978.